# يعقوب في الإسلام
يَعْقُوب بْنُ إِسْحَاق أو إِسْرَائيل بنُ إسْحاق  وفقًا للمعتقد الإسلامي هو نبي من أنبياء اللّه، يُذكر نسبه في القرآن أنه ابن إسحاق بن إبراهيم ويُذكر أن ولادته كانت بشارة لنبي الله إبراهيم عندما جاءت الملائكة عند إبراهيم وبشروه بإسحاق ومن ورائه يعقوب. ويُلقب يعقوب بـ«إسرائيل»، ولذلك يُسمى أبناءُه بني إسرائيل.
لم يتناول القرآن حياة يعقوب بتفصيل، إلا أنه اكتفى بذكر بعض المواقف مع أبنائه وقصته مع ابنه يوسف، وذُكر في القرآن أن يعقوب من المسلمين والمحسنين والصالحين، وأكرم الله على آل يعقوب وفضلهم على العالمين، وذُكر يعقوب في السُّنَّة النَّبويَّة، فقد رُوِيَ عن عبد الله بن عمر أنَّ النَّبيَّ ﷺ قال: «الْكَرِيمُ ابنُ الكَرِيمِ ابْنِ الكَرِيمِ ابْنِ الكَرِيمِ: يُوسُفُ بنُ يَعْقُوبَ بنِ إسْحاقَ بنِ إبْراهِيمَ، عليهمُ السَّلاَمُ.» صحيح البخاري (حديث صحيح)، فوصف النبي محمد ﷺ يعقوب بأنه الكريم.

## أصل التَّسمية
يعقوب

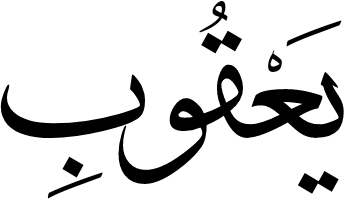
اسم يعقوب بخط الثلث

يرجع أصل الاسم إلى التوراة العبرية، ومعظم الأسماء العبرية تأتي من أفعال مضارعة أو أسماء فاعل. ومعناه: الذي يعقُب الآخر أو يخلفه، سُمي يعقوب بهذا الاسم لأنه خرجَ وهو آخذٌ بعقب أخيه بمعنى جاء بعد أخيه.
إسرائيل
ورد ذِكرُ إسرائيل في مواضيع عديدة من القرآن، وكما هو الحال مع اسم يعقوب، جاء أول ذِكر لاسم إسرائيل في التوراة باللغة العبرية وتعني في لغتهم «عبد الله» لأن «إسر» هو العبد و «إيل» هو الله. واتفق المفسرون أن إسرائيل هو يعقوب.

## حَياته

### البُشارة والنُّبوَّة

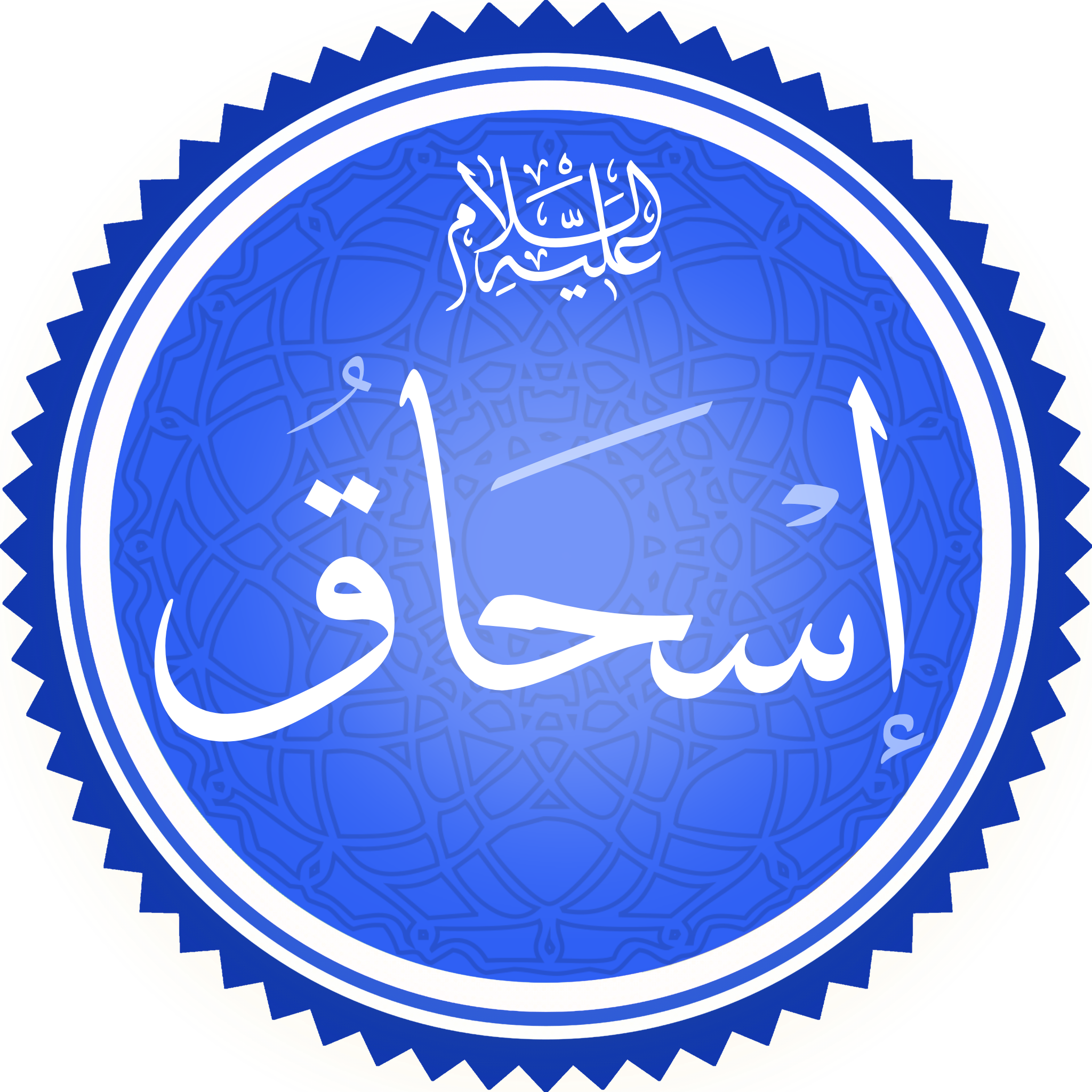
تخطيط اسم نبي الله إِسْحَاق والد يعقوب.

لم يتناول القرآن سيرة يعقوب وإنما اكتفى بذكر بعض من صفاته ومواقفه مع ابنه يوسُف، لذلك أحكمَ العُلَماء على قصة يعقوب عند أهل الكتاب عِلمًا أنها من الإسرائيليات التي لا يكذبها ولا يصدقها المسلمون، بدأت السيرة عندما بعث الله ثلاثة ملائكة جبريل وميكائيل وإسرافيل إلى نبيه لوط نُصرة له ضد قومه واستجابة لدعائه: ﴿رَبِّ ٱنصُرۡنِی عَلَى ٱلۡقَوۡمِ ٱلۡمُفۡسِدِينَ ۝٣٠﴾ [العنكبوت:30]، وصورهم على هيئة شباب رجال، وهم في طريقهم لقوم لوط مرّوا على إبراهيم فأدخلهم وضَيَّفَهم وجهز لهم عِجلاً، ولكن الملائكة لم يأكلوا من العِجل فخاف منهم إبراهيم ورأوا الملائكة حال إبراهيم وزوجته سارة من الخوف فطمأنوهما قائلين: ﴿لَا تَخَفۡ إِنَّاۤ أُرۡسِلۡنَاۤ إِلَىٰ قَوۡمِ لُوطࣲ ۝٧٠﴾ [هود:70]، وبشروهما بإسحاق ومن ورائه يعقوب، بعد البشارة ذهبت الملائكة إلى قوم لوط وعَم الفرح بيتَ إبراهيم، وُلد إسحاق وعُمرُ إبراهيم مئة سنة ونصَّ القرآن أن إسحاق من الصالحين وأنه مُبارك من الله وبارك على ذريته بالنبوة، بلغَ إسحاق من العمر أربعين سنة وتزوج رفقة بنت بتوائيل وهي امرأة عاقرة بمعنى لا تنجب، فدعا إسحاق ربه لزوجته أن تُنجب واستجاب الله لدعائه فحمَلت زوجة إسحاق توأمين، الأول اسمه عيسو وبعض المصادر الإسلامية تسميه العيص والثاني اسمه يعقوب وكان إسحاق يحب العيص أكثر من يعقوب لأنه أكبر أبنائه، وكانت الأم رفقة تحب يعقوب أكثر من العيص لأنه الأصغر، لما كَبِر إسحاق ضَعُفَ بصره وطلب من ابنه العيص ان يصيد غنماً ويطبخه ويقدمهُ الطعام ليدعوا له، ذهبَ العيص ليصيد كما أمره والده وسمعت الأم الكلام فأمرت يعقوب بذبح شاه من الغنم ويقوم بطبخه ولِباس جلده، ففعل يعقوب ذلك ودخل على أبيه وقدم له الطعام فدعا له إسحاق أن الله يجعل في ذريته الأنبياء والملوك؛ عاد العيص وأحضر الصيد وتفاجئ أن أخاه يعقوب سبقه في دعوة أبيه فغضب وهدد يعقوب بالقتل.

### العمل عند خاله
اشتكى يعقوب لوالده من توعد وتهديدات أخيه بالقتل وطلب منه التحكيم بينهما، نصحه إسحاق بالخروج إلى أرض العِراق حيث يعيش هناك خال يعقوب وهو لابان بن بتويل ويتزوج من إحدى بناته ثم يعود إلى الأرض، استجاب يعقوب لنصيحة أبيه ورحلَ إلى العراق وأثناء طريقه غَلَبهُ النعاس فوضع حجر تحت رأسه ونام، حلم يعقوب بسُّلّم من السماء إلى الأرض ويرى الملائكة يصعدون وينزلون منه والله يخاطبه ويباركه ويُكثر ذريته وجعلَ أرض كنعان لذريته، أستيقظ يعقوب وفرحَ بما رأى وأكملَ طريقه إلى خاله، وصل يعقوب إلى خاله ورأى راحيل بنت لابان وهي فتاة حسنة المظهر وكاملة الخَلْق فأراد الزواج بها، طلب يعقوب من خاله الزواج بابنته راحيل ووافق خاله لكن بشرط أن يرعى له الغنم مدةَ سبع سنوات، فوافق يعقوب على الشرط وبدأ يرعى الغنم لدى خاله، وبعد سبع سنوات من العمل جاء اليوم الذي يتزوج فيه يعقوب راحيل ولكنه تفاجئ أن خاله زَوَّجَ ابنته الكُبرى ليئة له فوضح لابان ليعقوب أن شريعة قومه لا تجوز الزواج بالصغرى قبل الكبرى، فإذا أراد يعقوب الزواج براحيل عليه أولا الزواج بالكبرى ليئة ثم العمل مرة أخرى سبع سنوات عند خاله، وافق يعقوب على الشرط وعمل عند خاله سبع سنوات أخرى وبعد هذه السنوات تزوج يعقوب راحيل وأنجبت له نبي الله يوسُف وشقيقه بنيامين أما باقي بني إسرائيل من ليئة والجاريات.

### فُقدان يُوسُف
عاد يعقوب مع أولاده وزوجاته إلى أهله في أرض كنعان، ولم يَنْسَ أخوه العيص ما أخذ منه قبل سنوات، وكان العيص يتجهز لعودة يعقوب ومعه أربعمائة رجل لقتله، خاف يعقوب من هذه التجهيزات فدعا الله أن ينصره ويكفه عن شر أخيه. استجاب الله له وأمره أن يعطي خيره من الحيوانات والطعام كهدية للعيص، فعلَ يعقوب ما أمره الله به، وقبِلَ العيص هدية أخيه يعقوب ورحب به وسامحه، حدثت القصة المشهورة بين يعقوب وابنه يوسف، القصة التي ذكرها القرآن في سورة كاملة وهي سورة يوسف. رأى يوسف في منامه، أحد عشر كوكبا والشمس والقمر ساجدين له، فأخبر أباه عن حلمه، حذره يعقوب من قَصِّ هذا الحلم على إخوته، كي لا تحدث عداوة بينهم، رأى إخوة يوسف مكانة أخيهم يوسف عند أبيهم، فحسدوه وتآمروا عليه بالقتل أو الطرح على الأرض، واقترح أحد الأخوة عدم قتل يوسف وإنما إلقاؤه في البئر فوافقوا، خطط الإخوة ووجدوا بئرا صغيرة في منتصف الصحراء، راودوا أباهم طالبين منه أن يصحبوا يوسف وقت رعيهم ليرتع ويلعب، توجس يعقوب خوفا على ابنه يوسف، لأنهم قد يتركوه ويأكله الذئب، غير أن الإخوة طمأنوا أبيهم بأنهم رِجال عدة، وأنهم لن يتركوا يوسف، وافق يعقوب أن يصحب يوسف إخوته، وذهبوا إلى منتصف الصحراء، تودد الإخوة ليوسف بدايةَ رحلتهم، وتظاهروا بالحب له، وعند وصولهم قُرب البئر، تغيرت تعابير وجوههم من الفرح إلى الغضب والكراهية، فضربوا يوسف ضربا مبرحا، وكلما استغاث يوسف بأخ من إخوته استقبله بالضرب والطرح على الأرض. ألقى الإخوة يوسف في البئر بعدما نزعوا قميصه ولطخوا بِدَمٍ كَذِب، وأحضروا القميص إلى أبيهم وهم يبكون ويدَّعون أن الذئب أكلَ يوسف، فقال يعقوب: ﴿بَلۡ سَوَّلَتۡ لَكُمۡ أَنفُسُكُمۡ أَمۡرࣰاۖ فَصَبۡرࣱ جَمِيلࣱۖ وَٱللَّهُ ٱلۡمُسۡتَعَانُ عَلَىٰ مَا تَصِفُونَ ۝١٨﴾ [يوسف:18].

### لِقاءُ يُوسُف

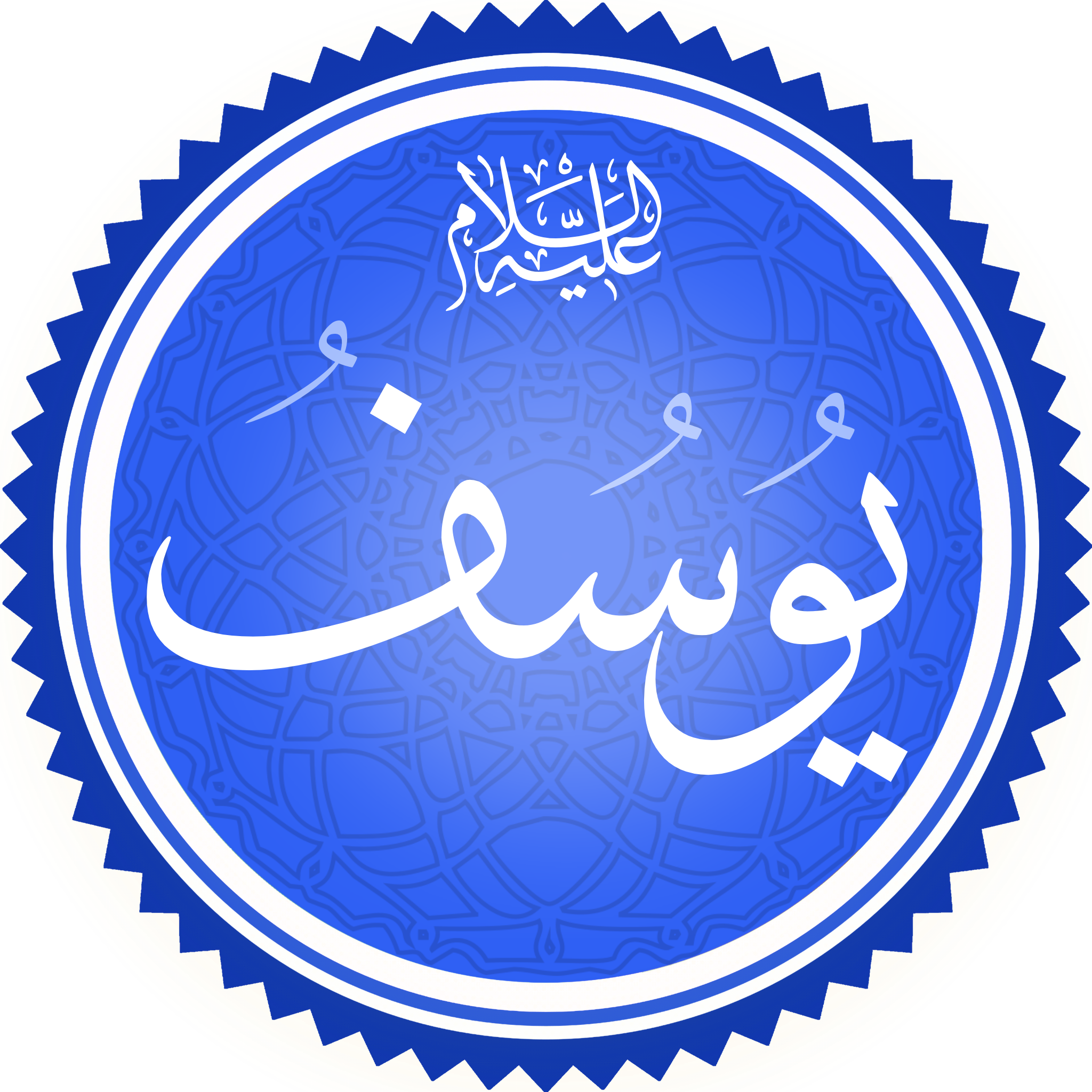
تخطيط اسم نبي الله يُوسُف ابن يعقوب.

بعد فُقدان يوسف، أُصِيب يعقوب بالحزن الشديد وبكي عليه كثيرا حتى عميت عيناه، حتى غدت أيامُ يعقوب ساعتين: ساعة يصلي ويصبر ويدعو الله أن يجد ابنه يوسف، وساعة يبكي حزنا على ضياع ابنه. ضَعُفَ جسد يعقوب من كثرة البكاء حتى برزت العِظام تحت جلدهِ. عندما رأى إخوة يوسف حال أبيهم، ذَكَّرَه أحدهم بأنه نبي الله فلما تهلك نفسك؟، فأجابهم يعقوب وهو يلومهم بأنه يعلم أن يوسف حي ولم يأكله الذئب حسب زعمهم ولكن الذي يحزنه ويبكيه أنه لا يعلم أين هو؟، عندما عَلِم إخوة يوسف مدى حزن أبيهم، إنطلقوا للبحث عن يوسف وبنيامين، ذهبوا إلى مصر والتقوا بالعزيز وأعطوه بضاعة وطلبوا منه أن يُرجِع أخيهم بنيامين وشرحوا له عن حالتهم المادية في بلاد كنعان وحالة أبيهم السيئة، بعد ما سمع عزيز مصر منهم، قرر الكشفَ عن نفسه وبدأ يذكرهم بفعلتهم مع أخيهم يوسف، واستغرب الإخوة كيف عرفَ العزيز ما حدث لأخيهم يوسف؟! ثم اتضح لهم أن العزيز هو يوسف، وصاح أحد الإخوة قائلا: إنكَ لأنت يُوسُف!، سامح يوسف إخوته على فعلتهم، وأعطاهم قميصه وأمرهم بإلقائه على أبيهم ليتعالج من حزنه، وصل الإخوة إلى يعقوب وكان يعقوب يشُم رائحة يوسف، فزرعت هذه الرائحة الطمأنينة والفرح في قلبه، وألقى الإخوة القميص على أبيهم فارتد بصيرا. وجمع يعقوب إبله وأبناءه وأنطلقوا إلى العزيز ودخلوا عليه فرأى يوسف أبويه وإخوانه خلف الأبوين ساجدين له تعظيما، وعَلِمَ يوسف أن هذا هو تفسير المنام الذي رآه صغيرا.

## قائمة أبناء يعقوب
لم يُسَمِّ القرآنُ أبناءَ يعقوب، إنما أكتفى بذِكرِ يوسُفَ باسمه وأشار لبقية أبناء يعقوب بـإخوة يوسف وعدَّهم أحد عشر أخا، أحكمَ العُلماء في أسماءِ باقي الأبناء من سِفرِ التَّكوين التَّوراتيّ.
| القائمة | القائمة | القائمة | القائمة                                                                                      | القائمة |
| #       | الأبناء | الأم    | ملاحظات                                                                                      |         |
| ------- | ------- | ------- | -------------------------------------------------------------------------------------------- | ------- |
| 1       | روبين   | ليئة    |                                                                                              |         |
| 2       | شمعون   | ليئة    |                                                                                              |         |
| 3       | لاوي    | ليئة    | من ذريتهِ النَّبي موسى الذي يعتبر من أبرزِ الشَّخصيات في المعتقدِ الإسلامي ومن أولي العزمِ من الرُّسل. |         |
| 4       | يهوذا   | ليئة    | غالبية أنبياءِ بني إسرائيل من ذريته، ومنهم النَّبي عيسى بن مريم الذي يعتبر من أولي العزم.       |         |
| 5       | دان     | بلهة    |                                                                                              |         |
| 6       | نفتالي  | بلهة    |                                                                                              |         |
| 7       | جاد     | زلفة    |                                                                                              |         |
| 8       | عشير    | زلفة    |                                                                                              |         |
| 9       | ياساكر  | ليئة    |                                                                                              |         |
| 10      | زبولون  | ليئة    |                                                                                              |         |
| 11      | يوسف    | راحيل   | نبي من أنبياءِ اللّه وفقًا للمعتقد الإسلامي ومن ذريته النَّبي اليسع.                              |         |
| 12      | بنيامين | راحيل   |                                                                                              |         |

## في السِّينِمَا
- 2008 - مسلسل يوسف الصديق: مسلسل تاريخي إيراني يحكي قصة النَّبي يوسُف، أدى فيه الممثل الإيراني محمود باك نيت دور النبي يعقوب ودُبلج المسلسل إلى اللغة العربية سنة 2009؛ وأدى صوت يعقوب بيار داغر.[24]

## انظُر أيضًا
- إسرائيل (لقب)
- النبي إبراهيم
- النبي إسحاق
- النبي يوسُف

## المَراجع

### فِهرِس المراجع
1. ↑  ابن كثير (1999)، ج. 6، ص. 274.
2. 1 2 3  ابن كثير (1997)، ج. 1، ص. 447.
3. ↑  البخاري (1893)، ج. 6، ص. 76.
4. ↑  إسلام ويب (2012).
5. ↑  قاموس المعاني.
6. ↑  الشوكاني (2007)، ص. 51.
7. ↑  البخاري (1893)، ج. 9، ص. 158.
8. ↑  الطبري (1967)، ج. 1، ص. 296.
9. ↑  ابن كثير (1999)، ج. 4، ص. 333.
10. ↑  ابن كثير (1999)، ج. 4، ص. 334.
11. ↑  الطبري (1967)، ج. 1، ص. 320.
12. ↑  المولى (1987)، ص. 67.
13. ↑  ابن كثير (1997)، ج. 1، ص. 449.
14. ↑  المولى (1987)، ص. 72.
15. ↑  ابن كثير (1997)، ج. 1، ص. 453.
16. ↑  الطبري (1967)، ج. 1، ص. 321.
17. ↑  الطبري (1967)، ج. 1، ص. 331.
18. ↑  الطبري (1967)، ج. 1، ص. 333.
19. ↑  المولى (1987)، ص. 105.
20. ↑  المولى (1987)، ص. 106.
21. ↑  المولى (1987)، ص. 108.
22. ↑  الخالدي (1998)، ج. 2، ص. 64.
23. ↑  طنطاوي (1997)، ص. 12.
24. ↑  مسلسل - يوسف الصديق - 2009 طاقم العمل، فيديو، الإعلان، صور، النقد الفني، مواعيد العرض، مؤرشف من الأصل في 2023-01-23، اطلع عليه بتاريخ 2023-01-23

### بَيانات المراجع
الكُتب مُرتَّبة حسب تاريخ النَّشر
- محمد بن إسماعيل البخاري (1893)، صحيح البخاري، القاهرة: الهيئة العامة لشؤون المطابع الأميرية، OCLC:4770570621، QID:Q115544772
- محمد بن جرير الطبري (1967)، تاريخ الرُّسُل و المُلُوك، تحقيق: محمد أبو الفضل إبراهيم (ط. 2)، القاهرة: دار المعارف، OCLC:934442375، QID:Q114456807
- محمد جاد المولى؛ محمد أبو الفضل إبراهيم (1987)، قَصَصُ القُرآنِ (ط. 14)، بيروت: دار الجيل للطبع والنشر والتوزيع، OCLC:1158737265، QID:Q116186302
- ابن كثير الدمشقي (1997)، البداية والنهاية، تحقيق: عبد الله بن عبد المحسن التركي، القاهرة: هجر للطباعة والنشر والتوزيع والإعلان، OCLC:4770896261، QID:Q113496832
- محمد سيد طنطاوي (1997)، بنُو إسرائيل: في القرآن والسُّنّة (ط. 1)، القاهرة: دار الشروق، OCLC:4769987229، QID:Q116370910
- صلاح عبد الفتاح الخالدي (1998)، القَصَصُ القُرْآنيُّ: عَرْضُ وَقَائِعَ وَتَحلِيلُ أَحْدَاثٍ (ط. 1)، بيروت، دمشق: دار القلم، الدار الشامية للطباعة و النشر و التوزيع، OCLC:40634069، QID:Q116336819
- ابن كثير الدمشقي (1999)، تفسير القرآن العظيم: تفسير ابن كثير، تحقيق: سامي بن محمد السلامة (ط. 2)، الرياض: دار طيبة، OCLC:4770737306، QID:Q109834492
- محمد بن علي الشوكاني (2007). فَتحُ القَدِير: الجامِع بَين فَنَّيِ الرواية والدِّراية مِن عِلمِ التفسير. مراجعة: يوسف الغوش (ط. 4). بيروت: دار المعرفة للطباعة والنشر. ISBN:9953-420-75-0. QID:Q116291509.

مَواقِع الويب مُرتَّبة حسب تاريخ النَّشر
- "قصة يعقوب عليه السلام في القرآن". موقع إسلام ويب. 4 نوفمبر 2012. مؤرشف من الأصل في 2023-01-18.
- "المبحث الثالث:يعقوب عليه السلام". موقع الدُّرر السَّنيّة. مؤرشف من الأصل في 2023-01-18.
- "معنى إسم يعقوب في قاموس معاني الأسماء". قاموس المعاني.
- "تاريخ يوسف بين التوراة والقرآن". موقع الألوكة. د. عبدالحليم عويس. 19 أغسطس 2020. مؤرشف من الأصل في 2023-01-18.

### المُلاحَظات
1. ↑  ذُكرت هذه الصفات في عِدة مواضيع من القرآن الكريم.
2. ↑  الأرض المقصودة هي أرض فِلَسْطين.

| يعقوب في الإسلام |                           |           |
| سبقه إسحاق       | الأنبياء في الإسلام يعقوب | تبعه يوسف |